# Hans Pieren
Hans Pieren (Adelboden, 23 gennaio 1962) è un ex sciatore alpino e allenatore di sci alpino svizzero.

## Biografia

### Carriera sciistica
Gigantista puro, Pieren ottenne il primo risultato di rilievo in Coppa del Mondo il 19 gennaio 1982 giungendo 15º nella natia Adelboden; nella stessa stagione in Coppa Europa si classificò 3º nella classifica generale e 2º in quella di specialità. Due anni dopo nel circuito continentale fu 3º nella classifica di slalom gigante; ai Mondiali di Crans-Montana 1987 si classificò all'8º posto. Il 13 dicembre 1987 sulla Gran Risa in Alta Badia ottenne il suo primo podio in Coppa del Mondo arrivando 3º, a pari merito con il connazionale Joël Gaspoz, dietro all'italiano Alberto Tomba e all'austriaco Rudolf Nierlich; nella stessa stagione esordì ai Giochi olimpici invernali: a Calgary 1988 si classificò al 14º posto e disputò anche la gara di slalom speciale, senza concluderla.
Nel 1990-1991 in Coppa Europa fu 3º nella classifica di specialità, mentre nella stagione 1991-1992 in Coppa del Mondo conquistò i suoi migliori piazzamenti nel circuito, due secondi posti sulla Podkoren di Kranjska Gora il 4 gennaio, dietro all'italiano Sergio Bergamelli, e sulla Chuenisbärgli di Adelboden il 22 gennaio, alle spalle del norvegese Ole Kristian Furuseth. Prese quindi parte ai XVI Giochi olimpici invernali di Albertville 1992, sua ultima presenza olimpica, classificandosi all'11º posto; chiuse la stagione vincendo la classifica di specialità di Coppa Europa, piazzandosi al 2º posto in quella generale del circuito continentale e in quella della Coppa del Mondo di slalom gigante, staccato di 120 punti dal vincitore Tomba. Nel corso della sua ultima stagione agonistica, 1992-1993, si congedò dai Campionati mondiali con il 5º posto ottenuto nella rassegna iridata di Morioka; il suo ultimo piazzamento in carriera fu il 12º posto ottenuto nella gara di Coppa del Mondo disputata a Åre il 27 marzo.

### Carriera da allenatore
Dal 1999 al 2001 ricoprì il ruolo di allenatore della squadra femminile svizzera di sci alpino.

## Palmarès

### Coppa del Mondo
- Miglior piazzamento in classifica generale: 18º nel 1992
- 3 podi (tutti in slalom gigante)
  - 2 secondi posti
  - 1 terzo posto

### Coppa Europa
- Miglior piazzamento in classifica generale: 2º nel 1992[1]
- Vincitore della classifica di slalom gigante nel 1992[1]

### Campionati svizzeri
- 1 medaglia (dati parziali, dalla stagione 1987-1988):
  - 1 oro (slalom speciale[senza fonte] nel 1988)